# 藺剛中
藺剛中（？—1644年），字坦生，山東济南府陵縣人。明末政治人物。崇禎辛未進士。崇禎末，累官至山西副使。李自成破太原後，不屈被殺。

## 生平
崇禎三年（1630年）庚午科山東鄉試舉人，崇禎四年（1631年）联捷辛未科進士。吏部观政，六年授太常寺博士，十二年擢南京兵科給事中，十三年巡视京营。上奏保護留都六事，又陳明漕運除弊之要務。
崇禎十六年（1643年），升任山西按察司副使。當時李自成已貢獻平陽，迫近太原。藺剛中隨同巡撫蔡懋德固守，與布政使趙建極、副使畢拱辰、毛炳文、太原知府孫康周分城而禦。蔡懋德招入三千陽和兵守東門，藺剛中顧慮爲敵人內應，命陽和兵移到南門之外布防。二月，城陷，蔡懋德自縊，藺剛中等人被執。面對農民軍誘降，藺剛中怒道：「豈有從賊求生藺大夫乎！」於是被殺。據稱其頭顱落地，又反彈而起，令人驚駭。